# Livinhac lo Nalt
Livinhac lo Nalt (en francès Livinhac-le-Halt) és un municipi francès situat al departament de l'Avairon i a la regió d'Occitània.

## Demografia
| 1962                                       | 1968  | 1975  | 1982  | 1990  | 1999  | 2006  |
| ------------------------------------------ | ----- | ----- | ----- | ----- | ----- | ----- |
| 1.410                                      | 1.423 | 1.384 | 1.320 | 1.179 | 1.126 | 1.075 |
| Des de 1962: població sense dobles comptes |       |       |       |       |       |       |

## Administració
| Període | Identitat     | Partit |
| ------- | ------------- | ------ |
| 2008-   | Roland Joffre |        |